# ハブロペタルム・ダウェイ
ハブロペタルム・ダウェイ（学名 : Habropetalum dawei）は、ディオンコフィルム科の被子植物であり、ハブロペタルム属（学名 : Habropetalum）の唯一の種である（単型属）。シエラレオネの固有種である。属名の「Habropetalum」は、ギリシャ語で「繊細な花弁」を意味する。自生地では、2月に開花する。は2 - 3時間だけ開花する。

## 利用
つるは、ロープに利用される。それから造られたロープは、非常に強く、家の支柱を縛るのに用いられている。またラフィア繊維をとるラフィアヤシの葉の束を縛るのに利用される。また葉には高濃度のフェノールが含まれ、若い葉を粉にして魚をとる為の毒をつくったり、ヤシ油にまぜてツツガムシ病にかかった足の患部を塗ったりする。